# John Hughes (filmowiec)
John Wilden Hughes Jr. (ur. 18 lutego 1950 w Lansing, zm. 6 sierpnia 2009 w Nowym Jorku) – amerykański scenarzysta, reżyser i producent filmowy. Napisał scenariusze m.in. do filmów Kevin sam w domu i Kevin sam w Nowym Jorku, a także wyreżyserował 8 filmów.
Zmarł nagle na zawał serca.

## Filmografia

### Scenarzysta
- W krzywym zwierciadle: Zlot absolwentów (1982)
- Dzikie wyspy (1983)
- Pan mamuśka (1983)
- W krzywym zwierciadle: Wakacje (1983)
- Szesnaście świeczek (1984)
- W krzywym zwierciadle: Europejskie wakacje (1985)
- Klub winowajców (1985)
- Dziewczyna z komputera (1985)
- Dziewczyna w różowej sukience (1986)
- Wolny dzień pana Ferrisa Buellera (1986)
- Some Kind of Wonderful (1987)
- Samoloty, pociągi i samochody (1987)
- Ona będzie miała dziecko (1988)
- Na łonie natury (1988; znany także pod tytułem Wielka wyprawa)
- Wujaszek Buck (1989)
- W krzywym zwierciadle: Witaj, Święty Mikołaju (1989)
- Kevin sam w domu (1990)
- Do szaleństwa (1991)
- Niesforna Zuzia (1991)
- Szansa dla karierowicza (1991)
- Beethoven (1992)
- Kevin sam w Nowym Jorku (1992)
- Dennis Rozrabiaka (1993)
- Beethoven 2 (1993)
- Brzdąc w opałach (1994)
- Cud na 34. ulicy (1994)
- 101 dalmatyńczyków (1996)
- Alex – sam w domu (1997)
- Flubber (1997)
- Życie na niby (1998)
- Beethoven 3 (2000)
- Goście w Ameryce (2001)
- Kevin sam w domu 4 (2002)

### Reżyser
- Szesnaście świeczek (1984)
- Klub winowajców (1985)
- Dziewczyna z komputera (1985)
- Wolny dzień pana Ferrisa Buellera (1986)
- Samoloty, pociągi i samochody (1987)
- Ona będzie miała dziecko (1988)
- Wujaszek Buck (1989)
- Niesforna Zuzia (1991)